# Mister X – Flucht durch Europa
Mister X – Flucht durch Europa ist ein Brettspiel und Nachfolger des bekannten Spiels Scotland Yard. Es baut auf den gleichen strategischen und kooperativen Elementen seines Vorbildes auf, ist jedoch mit mehr strategischen Elementen ausgestattet, was es gerade für ältere Spieler noch interessanter zu Spielen macht. Die Jagd findet hier nicht mehr im Zentrum Londons statt, sondern ist auf ganz Europa ausgedehnt.

## Spielziel
Wie schon beim Vorbild ist das Ziel des Spiels das Ergreifen des flüchtigen Mister X, bzw., aus dessen Sicht, sein Entkommen. Einer der Spieler schlüpft hierbei in die Rolle des Flüchtigen, dessen Ziel es ist, seinen Verfolgern, den gegnerischen Agenten, zu entkommen. Er muss dazu von einem Startpunkt auf dem Spielplan zu einem Zielpunkt gelangen, ohne, dass seine Verfolger ihn festnehmen, indem sie ihren Spielzug auf demselben Feld beenden wie er selbst.

## Spielablauf
Der Spielablauf weist die größten Änderungen zu Scotland Yard auf. Ist Mister X von der Gruppe bestimmt, verteilen sich die fünf Agenten gleichmäßig auf die restlichen Spieler, so dass immer mit der gleichen Anzahl Agenten gespielt wird, um ein ausgeglichenes Spiel zu erreichen. Nun wählt Mister X seinen Startpunkt. Dabei hat er die Wahl zwischen grün, gelb oder rot markierten Orten auf dem Spielplan. Ziel ist es für ihn, von diesen Startpunkten zu farblich identisch markierten Zielpunkten zu gelangen, wobei sich die Schwierigkeit dieser Aufgabe in der farblichen Codierung niederschlägt. Bei der grünen Strecke muss die Karte lediglich in der Breite durchquert werden, wohingegen die rote Strecke diagonal über die gesamte Karte verläuft. Mister X teilt den Agenten die Farbe seiner Mission mit, anschließend werden die Agenten zufällig auf dem Spielplan platziert.
Ein weiterer Unterschied zum Vorbild ist, dass das Spiel nicht mehr automatisch nach 24 Zügen endet. Mister X führt lediglich die ersten 25 Züge verdeckt, nur unter Nennung seines Verkehrsmittels durch. Sollte er nach dem 25. Zug seinen Zielort nicht erreicht haben, platziert er seine Spielfigur auf dem Spielplan und muss den Rest der Strecke offen spielen, hat aber weiter die Chance zu gewinnen.
Mister X setzt nun wie im Vorbild Tickets für Auto-, Zug/Fähr- oder Flugreisen ein, um sich auf dem Spielplan zu bewegen. Den Gegenspielern wird lediglich die Art des Transportmittels offenbart, und die Reiseroute auf einem verdeckten Zettel notiert. Neu ist, dass auf jedem Ticket, die in jeder Runde durch Ziehen auf ein festgelegtes Maß aufgefüllt werden, spezielle Sonderfähigkeiten für Mister X und die Agenten aufgedruckt sind, die sich durch entsprechende Symbole ausdrücken. So hat Mister X beim Abwerfen dreier Tickets mit bestimmten, identischen Symbolen die Möglichkeit, einen verdeckten Zug, ohne Nennung seines Verkehrsmittels durchzuführen. Das Abwerfen dreier anderer Symbole erlaubt es ihm, in einer Runde zwei Züge durchzuführen, und so einer möglichen Gefangennahme zu entgehen.
Eine weitere Neuerung ist, dass sich Mister X nicht mehr nach bestimmten Zugzahlen automatisch zeigt. Am Ende eines jeden Zuges wird nun der so genannte „Spot-Check“ durchgeführt. Sollte einer der Agenten seinen Zug auf einem Feld beenden, das Mister X innerhalb der letzten fünf Züge betreten hat, so wird dieses Feld von ihm mittels eines Pappmarkers markiert, der auch die Zahl der zurückliegenden Züge offenbart. Die Agenten müssen nun anhand dieser Informationen die möglichen Routen, die Mister X seitdem genommen haben könnte, erkennen und die Verfolgung aufnehmen. Hierbei kommen den Agenten wiederum ihre Spezialfähigkeiten zugute.
Hierzu können die Agentenspieler Tickets mit entsprechenden Spezialsymbolen in einen Topf werfen, um sie gemeinsam zu nutzen, jedoch kann jeder Spieler nur so viele Tickets beisteuern, wie er Agenten kontrolliert. Je nach Zahl der vereinten Tickets verändert sich die Effizienz der Spezialfähigkeiten. Zum einen können die Agenten Mister X zwingen, einen seiner letzten Aufenthaltsorte auf dem Spielplan zu markieren. Werden fünf entsprechende Symbole gesammelt, so muss Mister X seinen Standpunkt vor zwei Zügen offenbaren, bei vier Symbolen den vor drei Zügen und bei nur drei Symbolen den vor vier Zügen. Die andere Spezialfähigkeit der Agenten besteht darin, einen von ihnen einen weiteren Zug durchführen zu lassen. Die Art des nutzbaren Verkehrsmittels richtet sich hier ebenfalls nach der Zahl der eingesetzten Symboltickets. Fünf Tickets erlauben eine Flugreise, vier einen Zug- bzw. Fährfahrt, drei erlauben eine weitere Autofahrt. Die Agenten können ihre Spezialfähigkeiten erst ab dem 5. Zug einsetzen.

## Strategie
Die Strategie hat sich aufgrund des fehlenden "automatischen Erscheinens" von Mister X leicht geändert. Ziel der Agenten ist es nun, schnellstmöglich einen positiven "Spot-Check" von Mister X zu erhalten, um auf seine Spur zu kommen. Zudem sollten die Agenten möglichst früh anfangen, die benötigten Symbole für einen automatischen Spot-Check von Mister X zu sammeln, um ihn zu gegebenem Anlass dazu zwingen zu können, sollten sie seine Spur verlieren.
Da Mister X nun nicht mehr weiß, wann er von seinen Gegnern dazu gezwungen wird, einen seiner früheren Standorte zu offenbaren, ist es für ihn notwendig, nach Möglichkeit zumindest eine Sonderfähigkeit auf Abruf zu haben, um nach einem positiven "Spot-Check" möglichst schnell seine Spur durch einen verdeckten Zug zu verwischen, oder die Möglichkeit neuer Aufenthaltsorte durch einen Doppelzug drastisch zu erhöhen. Ungewöhnliche Züge, wie z. B. das ausschließliche Fahren mit dem Auto, oder ähnliche Strategien, die sich bereits im Vorbild zum Verwirren der Gegner geeignet haben, sind größtenteils weiter einsetzbar. Gerade das nun mögliche, mehrfache Einsetzen verdeckter Züge ist enorm effektiv, braucht aber etwas Glück beim Sammeln der Sondersymbole auf den Tickets.